# Expanathura haddae
Expanathura haddae är en kräftdjursart som först beskrevs av Brian Frederick Kensley och Gary C.B. Poore 1982.  Expanathura haddae ingår i släktet Expanathura och familjen Expanathuridae. Inga underarter finns listade i Catalogue of Life.